# Derbyshire (Schiff)
Das Motorschiff Derbyshire war ein britischer Tank-Schüttgutfrachter, der 1980 im Pazifischen Ozean sank. Es ist das größte je unter britischer Flagge gesunkene Schiff.
Die Derbyshire wurde 1976 bei der Werft Swan Hunter Shipbuilders in Haverton Hill als Liverpool Bridge gebaut und von der Bibby Line in Liverpool bereedert. Sie war das letzte von insgesamt sechs Schiffen der „Bridge“-Klasse. 1978 wurde sie in Derbyshire umbenannt. Das Schiff beförderte Rohöl und Schüttgut, vor allem Erze.

## Untergang des Schiffes
Von Sept Isles in Kanada kommend auf dem Weg nach Kawasaki geriet der mit 157.000 Tonnen Eisenerzkonzentrat beladene Frachter am 9. September 1980 südlich von Japan (25° 30′ N, 130° 30′ O) in den Taifun Orchid und sank innerhalb weniger Minuten, sodass die Besatzung nicht einmal mehr einen Notruf absetzen konnte. Die 42-köpfige Besatzung sowie zwei mitreisende Ehefrauen kamen ums Leben.
Das Wrack der Derbyshire wurde im Juni 1994 von einer Suchexpedition unter Leitung des amerikanischen Ozeanographen David Mearns entdeckt, die auch von Hinterbliebenen mitfinanziert wurde.
Zunächst wurden als Grund für den Untergang Monsterwellen oder ein Konstruktionsfehler angenommen, der 1986 zum Verlust des Schwesterschiffs Kowloon Bridge vor der irischen Küste geführt hatte.
Erste Untersuchungen der Wrackteile ergaben, dass der Bug relativ unversehrt auf dem Meeresboden lag, während der Rest des Schiffes stark zerstört war. Es wurde daher davon ausgegangen, dass der Bug bereits vor dem Untergang geflutet war, während der Rest des Schiffes beim Untergang durch den steigenden Wasserdruck zerstört wurde.
Genauere Untersuchungen der Wrackteile ergaben, dass starker Seegang während des Taifuns die Abdeckungen mehrerer Belüftungsschächte am Bug abriss, so dass das Schiff über einen längeren Zeitraum durch neun bis zwölf Löcher von circa 30 cm Durchmesser Wasser nahm. Hierdurch senkte sich das Vorschiff und die überkommenden Wellen schlugen direkt auf die vordersten Lukendeckel. Diese gaben schließlich nach und der vordere Laderaum lief voll. Durch das weitere Absinken des Vorschiffs wiederholte sich dies in schneller Folge bei den Laderäumen 2 und 3, woraufhin das Schiff seine Schwimmfähigkeit verlor und schließlich schnell sank.

## In den Medien
Der Untergang wurde in der amerikanischen Doku-Serie In Seenot in der Folge „Der Untergang der ‚MV Derbyshire‘“ (Original: „Disasters at Sea“, „Trapped in Typhoon Alley“, Staffel 1, Folge 1) thematisiert.